# Zgierz
Zgierz er hovedstaden i voivodskabet Łódzkie i Polen. Byen ligger 125 km sydvest for Warszawa. Den har 58.164 indbyggere (2007).